# Estereoscopio

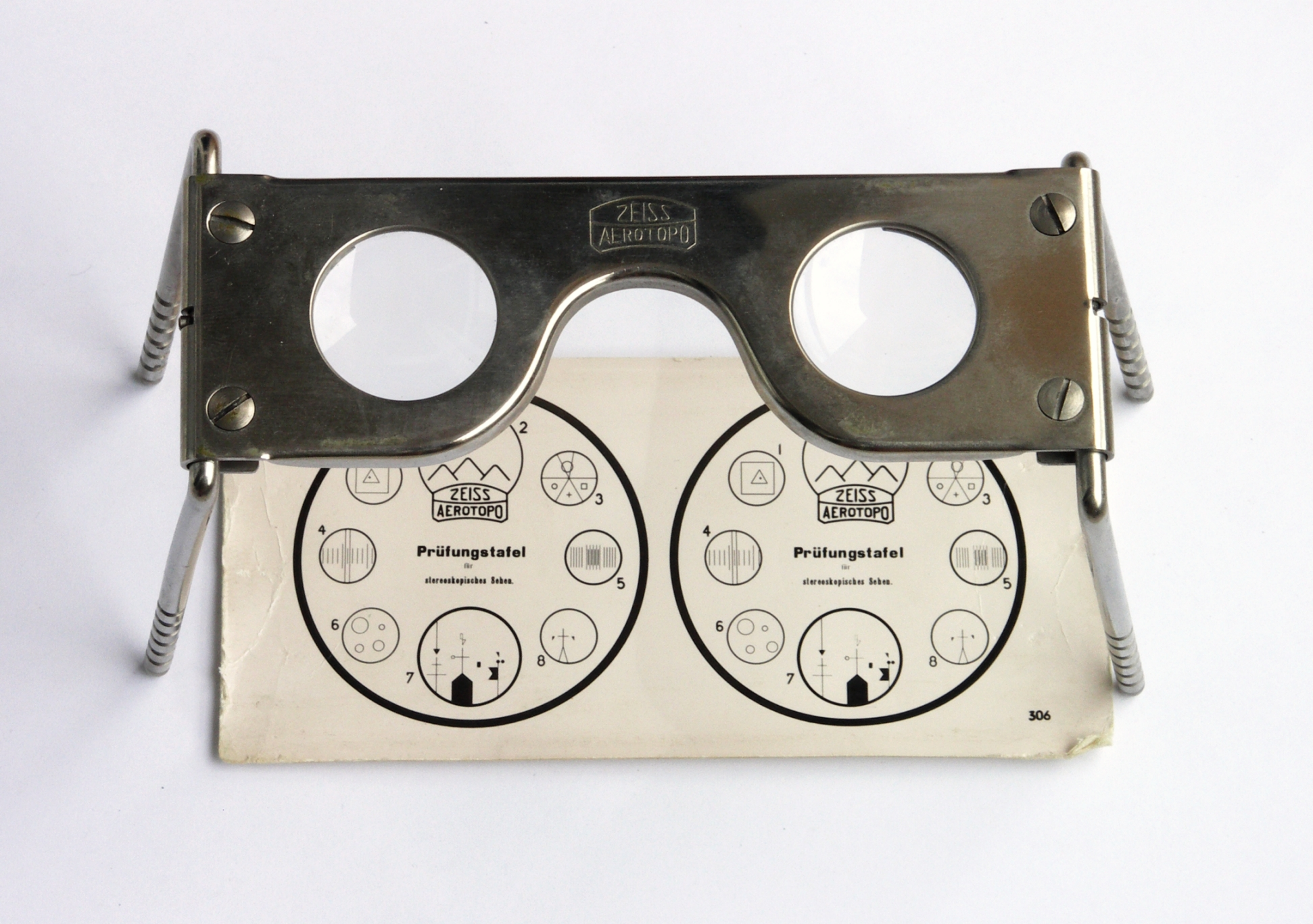
Estereoscopio con imagen de prueba.

Los términos estereoscopio, estereoscópico, imagen tridimensional de 3D se refieren a cualquier técnica de grabación de la información visual tridimensional o a la creación de la ilusión de profundidad en una Imagen. La ilusión de profundidad en una fotografía, película, u otra imagen bidimensional son creados presentando una imagen ligeramente diferente a cada ojo. Muchas demostraciones de 3D usan este método de transportar imágenes. El estereoscopio, es decir, el aparato que presenta una doble imagen que se mezcla en nuestro cerebro como una sola imagen estereoscópica, fue inventado por Sir Charles Wheatstone en 1840.
Es un dispositivo muy simple que consta de cuatro pequeños espejos, ubicados en forma tal que permiten desviar las imágenes correspondientes a cada ojo puestas una al lado de la otra de tal manera que al verse montadas una sobre la otra dan el efecto estereoscópico o tridimensional; para ajustarse al tamaño de distintas imágenes el dispositivo tiene un eje o pivote que altera el grado de separación. Este aparato sustituye el cruzar los ojos para ver fotos o videos estereoscópicos, que para muchos es algo difícil y/o incómodo.
El estereoscopio es usado en la fotogrametría y también para la producción de estereogramas. El estereoscopio es útil en la inspección de imágenes dadas de juegos de datos grandes multidimensionales como son producidos por datos experimentales. Además, la combinación de pares estereoscópicos de fotografías aéreas y estereoscopio es indispensable en la cartografía geológica. Este método permite la visualización de estructuras como pliegues y fallas que de otro modo exigirían un complicado trabajo sobre el terreno.
La fotografía tradicional estereoscópica consiste en crear una ilusión de 3D que comienza de un par de imágenes de 2D. El modo más fácil de crear la percepción de profundidad en el cerebro es de proporcionar a los ojos del espectador dos imágenes diferentes, representando dos perspectivas del mismo objeto, con una desviación menor a las perspectivas que ambos ojos naturalmente reciben en la visión binocular. La fotografía moderna industrial tridimensional puede usar el láser u otras técnicas avanzadas para descubrir y registrar información tridimensional.

## Lado a Lado

### Características

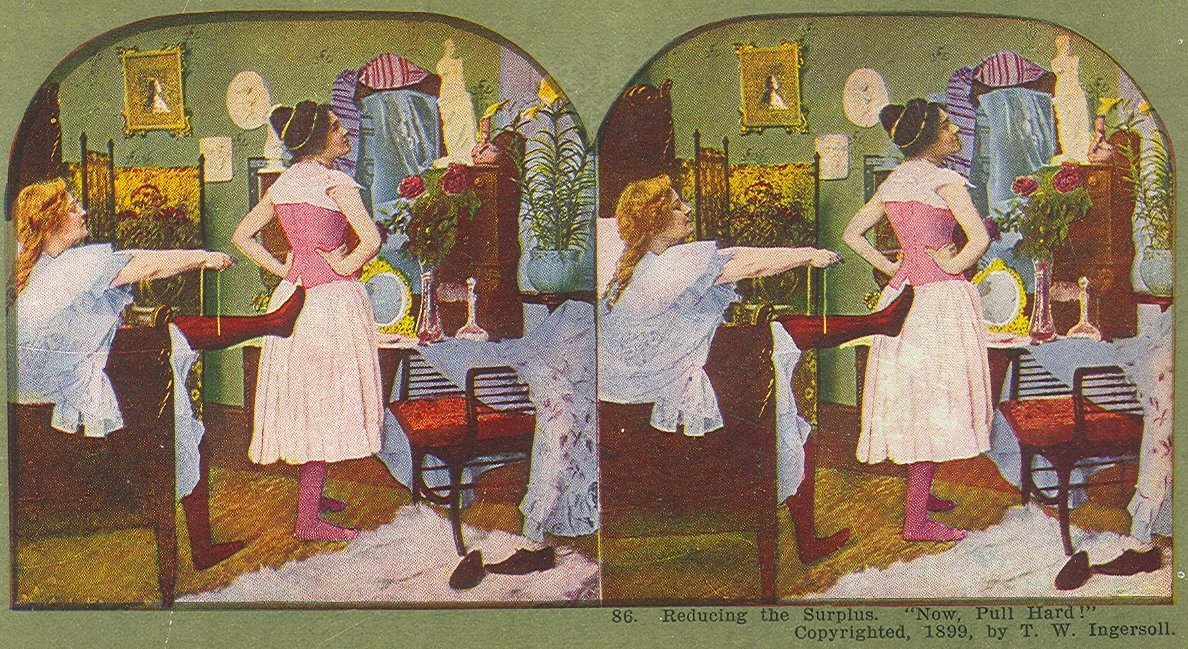
Tarjeta estereoscópica para ser vista con un estereoscopio.

Requiere de poco o ningún proceso de imágenes adicionales. En algunas circunstancias, cuando un par de imágenes son mostradas para la inspección del ojo cruzado o divergido, no se usa ningún dispositivo o equipo adicional óptico.
Las ventajas principales por parte de los espectadores son que no hay ninguna disminución de resplandor, entonces las imágenes pueden ser presentadas en una muy alta resolución y en el color de espectro lleno. El Ghosting, o fantasmeo, asociado con la proyección polarizada o cuando la filtración de color es usada totalmente es eliminado. Las imágenes discretamente son presentadas a los ojos y el centro visual del cerebro.
El advenimiento reciente de más amplio HD y pantallas de pantallas planas de ordenadores ha hecho más amplias imágenes digitales de 3D prácticas en esto espalda con espalda el modo, que hasta ahora ha sido usado principalmente con fotos apareadas o en la forma de impresión.

### Imágenes de satélite
Algunos programas de imágenes de satélite permiten inclinar digitalmente la imagen de manera en que se pueda ver una visión estereoscópica del relieve inclinando dicha imagen (Google Earth, por ejemplo). En el ser humano, la visión estereoscópica se logra por la síntesis en el cerebro de dos imágenes distintas que se interpretan como una sola. Esta interpretación tiene sus reglas: en un par estereográfico de fotos aéreas se ven en tres dimensiones si la iluminación procede del ángulo superior izquierdo, por lo que la mayoría de las fotos aéreas (y lo mismo pasa con las imágenes de satélite) deberán verse al revés (con el sur hacia arriba de la imagen para verlas en relieve. Esto se debe a que tanto las fotos aéreas como las imágenes de satélite suelen tomarse durante la mañana (que es cuando menos nubosidad hay) por lo que la sombra aparecerá hacia la izquierda, es decir, hacia el oeste, con lo que las partes deprimidas serán interpretadas como elevaciones.

### Ilusiones visuales tridimensionales
Muchas de estas ilusiones tridimensionales se crearon recientemente con programas gráficos que han venido creándose para el computador u ordenador personal. Sin embargo, es muy fácil crear estas ilusiones cuando usamos dos colores cuyo índice de refracción es muy distinto (por ejemplo, rojo y violeta) y mezclamos en nuestro cerebro las dos imágenes, como sucede en las películas en relieve usando estos colores.

## Cine Digital 3D
Pantallas de cine, en las cuales con unas gafas especiales puedes ver las imágenes en Digital 3D.